# Ella Swings Lightly
Ella Swings Lightly è il quattordicesimo album della cantante Ella Fitzgerald, pubblicato dalla Verve Records nel 1958.

## Tracce
Lato A
1. Little White Lies (Walter Donaldson) – 2:31
2. You Hit the Spot (Mack Gordon, Harry Revel) – 2:44
3. What's Your Story, Morning Glory? (Jack Lawrence, Paul Francis Webster, Mary Lou Williams) – 2:38
4. Just You, Just Me (Jesse Greer, Raymond Klages) – 2:19
5. As Long as I Live (Harold Arlen, Ted Koehler) – 2:48
6. Teardrops from My Eyes (Rudy Toombs) – 3:45
7. Gotta Be This or That (Sunny Skylar) – 3:05
8. Moonlight on the Ganges (Sherman Myers, Chester Wallace) – 2:22

Lato B
1. My Kinda Love (Louis Alter, Jo Trent) – 3:41
2. Blues in the Night (Harold Arlen, Johnny Mercer) – 3:39
3. If I Were a Bell (Frank Loesser) – 2:33
4. You're an Old Smoothie (Nacio Herb Brown, Buddy DeSylva, Richard A. Whiting) – 2:45
5. Little Jazz (Roy Eldridge, Buster Harding) – 3:02
6. You Brought a New Kind of Love to Me (Sammy Fain, Irving Kahal, Peter Norman) – 2:18
7. Knock Me a Kiss (Mike Jackson) – 4:06
8. 720 in the Books (Harold Adamson, Jan Savitt, Leo Watson) – 2:52

Bonus track riedizione 1992
1. Oh, What a Night for Love (Long Version) (Steve Allen, Neal Hefti) – 3:26
2. Little Jazz (Alternative take) – 3:01
3. Dreams Are Made for Children (Previously unreleased) (Mack David, Jerry Livingston, Max Meth) – 2:36
4. Oh, What a Night for Love (45rpm 7" Single Version) – 2:24